# Носыч, Василий Николаевич
Василий Николаевич Носыч (19 января 1919 — 15 июля 1988) — командир орудия 823-го артиллерийского полка 301-й стрелкой дивизии, 5-й ударной армии 1-го Белорусского фронта, старшина.

## Биография
Родился 19 января 1919 года в селе Куршава ныне Курсавского района Ставропольского края. Работал в службе связи на железной дороге.
В 1939 году призван в Красную Армию. На фронте в Великую Отечественную войну с июня 1941 года. Воевал на Южном, Северо-Кавказском, 4-м Украинском и 1-м Белорусском фронтах.
25 августа 1944 года в наступательном бою у населённого пункта Мешково Базиены Молдавии сержант Василий Носыч накрыл огнём 4-х орудийную вражескую батарею, затем перенс огонь на атакующую пехоту. 4 сентября 1944 года за мужество и отвагу проявленные в боях награждён орденом Славы 3-й степени.
3 февраля 1945 года в бою при удержании плацдарма на левом берегу реки Одер в районе населённых пунктов Ной-Барайоним и Ортвиг, расположенных в двадцати километрах северо-западнее города Кюстрин — ныне Костшин-над-Одрой, Польша под вражеским огнём вел огонь по контратакующему противнику. Точным огнём уничтожил танк, два бронетранспортера, две пулеметные точки и рассеял до взвода вражеской пехоты. Своими действиями помог пехоте отразить контратаки противника и удержать плацдарм до подхода основных сил. Был представлен к награждению орденом отечественной войны 2-й степени, статус награды был изменен командиром дивизии. 16 марта 1943 года награждён орденом Славы 2-й степени.
14-21 апреля 1945 года при прорыве сильно укрепленной обороны противника западнее города Кюстрина прямой наводкой уничтожил восемь пулемётов с расчётами, два 105-миллиметровых орудия, два наблюдательных пункта, четыре автомашины с боеприпасами, более взвода вражеских солдат и офицеров. Действуя в составе штурмовой группы в уличных боях за Берлин, точным огнём разбил три пулемета, зенитную установку.
Указом Президиума Верховного Совета СССР от 15 мая 1946 года за образцовое выполнение заданий командования старшина Носыч Василий Николаевич награждён орденом Славы 1-й степени, став полным кавалером ордена Славы.
После войны демобилизован. Вернулся в город Минеральные Воды. Скончался 15 июля 1988 года.